# Archidiecezja Urbino-Urbania-Sant’Angelo in Vado
Diecezja Urbino-Urbania-Sant’Angelo in Vado (łac. Archidioecesis Urbinatensis-Urbaniensis-Sancti Angeli in Vado) – diecezja Kościoła rzymskokatolickiego w środkowych Włoszech, w metropolii Pesaro, w regionie kościelnym Marche.
Diecezja Urbino została erygowana w VI wieku. 7 lipca 1563 została podniesiona do rangi archidiecezji. 30 września 1986 została połączona z diecezją Urbania-Sant’Angelo in Vado (erygowana w 1636).